# 1958-as dél-afrikai általános választás
1958. április 16-án általános választásokat tartottak Dél-Afrikában. A választáson a Hans Strijdom vezette Nemzeti Párt (NP) győzedelmeskedett, 103 mandátumot szerezve, és tovább zsugorítva az ellenzéki Egyesült Párt (VP) frakcióját.

## Eredmények
| Párt     | Párt                                    | Szavazatok | %      | Mandátumok |
| -------- | --------------------------------------- | ---------- | ------ | ---------- |
|          | Nemzeti Párt (NP)                       | 642 006    | 55,54  | 103        |
|          | Egyesült Párt (VP)                      | 492 080    | 42,57  | 53         |
|          | Délnyugat-afrikai Egyesült Párt (SWAVP) | 11 568     | 1,00   | 0          |
|          | Liberális Párt (LP)                     | 2934       | 0,25   | 0          |
|          | Dél-afrikai Munkáspárt (SAAP)           | 2670       | 0,23   | 0          |
|          | Suid-Afrikaanse Bond                    | 1074       | 0,09   | 0          |
|          | Republikánus Párt                       | 85         | 0,01   | 0          |
|          | Kereszténydemokrata Párt                | 34         | 0,00   | 0          |
|          | Függetlenek                             | 3552       | 0,31   | 0          |
|          | Bennszülött képviselet                  |            |        | 3          |
|          | Kevert képviselet                       |            |        | 4          |
| Összesen | Összesen                                | 1 156 003  | 100,00 | 163        |

## Fordítás
Ez a szócikk részben vagy egészben  a(z)   1958 South African general election című angol Wikipédia-szócikk fordításán alapul.  Az eredeti cikk szerkesztőit annak laptörténete sorolja fel. Ez a jelzés csupán a megfogalmazás eredetét és a szerzői jogokat jelzi, nem szolgál a cikkben szereplő információk forrásmegjelöléseként.